# Constantin Tomaszczuk

Constantin Tomaszczuk

Constantin Tomaszczuk (* 13. März 1840 in Czernowitz; † 19. Dezember 1889 in Wien) war ein österreichischer Rechtswissenschaftler und Politiker. Berühmt wurde er als Gründungsrektor der Franz-Josephs-Universität Czernowitz.

## Leben und Wirken
Tomaszczuk, Sohn eines ruthenischen Vaters und einer rumänischen Mutter, wuchs in seiner Heimatstadt in gesicherten Verhältnissen auf. Sein Vater war der griechisch-orientalische Kirchenbeamte Partenin Tomaszczuk. Constantin Tomaszczuk maturierte 1857 und studierte an der damals noch deutschsprachigen Lemberger Universität Rechtswissenschaften. Nach erfolgreichem Studienabschluss im Sommer 1864 praktizierte er an den Finanzprokuraturen in Lemberg und Hermannstadt. Er heiratete 1868. 1870 wurde er zum Landgerichtsrat in Czernowitz ernannt.
Schon in dieser Zeit erregte er nicht nur als begabter Jurist, sondern auch als engagierter Redner die öffentliche Aufmerksamkeit. Tomaszczuk wurde in der Bukowina eine der führenden Persönlichkeiten der pro-österreichischen, rumänisch-liberalen („verfassungstreuen“) Partei der „Zentralisten“ unter Eudoxius von Hormuzaki, die im Gegensatz zu den ebenfalls rumänisch-liberalen und pro-österreichischen „Föderalisten/Autonomisten“ für einen starken österreichischen Zentralstaat und eine maßvolle Autonomie der Kronländer eintrat. Die „Zentralisten“ kooperierten eng mit der Deutschliberalen Partei (später auch „Altliberale“ oder „Vereinigte Linke“), der Tomaszczuk, der sich als Rumäne, aber politisch als Österreicher sah, und Gegner politischer Nationalismen und ihrer antisemitischen und rassistischen Auswüchse war, im Wiener Reichsrat auch angehörte. Er wurde Mitglied des Gemeinderates von Czernowitz, des Bukowiner Landtages und des Wiener Reichsrates. Alle drei Funktionen behielt er bis zum Lebensende.
Er griff die alte Idee einer Universitätsgründung in Czernowitz auf und widmete ihr mehrere Jahre lang seine ganze Kraft. In einer Budgetdebatte im Abgeordnetenhaus des Reichsrats nahm er am 7. März 1872 ausführlich zur Frage der Bildungschancen in der Bukowina Stellung und bat die Wiener Regierung (Ministerpräsident Adolf von Auersperg, Unterrichtsminister Karl von Stremayr), die Universitätsgründung in Czernowitz zu erwägen. Im gleichen Debattenbeitrag verlangte er von der k.k. Regierung die Einführung von Mittelschulen für weiblichen Unterricht.
Am 28. November 1872 stellte er im Landtag den Antrag für die Czernowitzer Universität, der einstimmig angenommen wurde und den er im folgenden Jahr wiederum im Reichsrat vertrat. Ein Jahr später, am 7. Dezember 1874, wurde die Gründung im Reichsrat beschlossen und schließlich, am 4. Oktober 1875, mit einem Festakt in Czernowitz vollzogen (Franz-Josephs-Universität). Tomaszczuk, erst 35 Jahre alt und seit sieben Wochen ordentlicher Professor für Zivilprozessordnung, Handelsrecht (Österreich) und Wechselrecht sowie für Rechtsphilosophie, wurde erster Rektor. An der Universität wurde zumeist auf Deutsch vorgetragen.
Am 29. April 1887 sprach Tomaszczuk im Abgeordnetenhaus  des Reichsrats in einer Budgetdebatte über allgemeine Probleme Österreichs. Die Neue Freie Presse, eine führende Tageszeitung Wiens, schrieb tags darauf von einem parlamentarischen Ereignis allerersten Ranges und erwähnte speziell Tomaszczuks Eintreten gegen die deutschnationalen Abgeordneten unter ihrem Anführer Georg von Schönerer.
1888 entdeckte man bei Tomaszczuk Lungenkrebs. Ende 1889 sollte er sich deshalb in Wien einer Operation unterziehen. Er starb jedoch wenige Tage davor und wurde in einem Ehrengrab auf dem Wiener Zentralfriedhof beigesetzt. Im Oktober 1897 errichtete ihm die Stadt Czernowitz ein Denkmal im Volksgarten.
Obwohl nur 49 Jahre alt geworden, ist Tomaszczuk bis heute eine der herausragenden Bukowiner Persönlichkeiten. Er war als Redner brillant und als politischer Denker frei von jeder nationalen Engstirnigkeit. Dem Antisemitismus der Schönerer-Bewegung widersetzte er sich mit äußerster Vehemenz. Um den internationalen Rang „seiner“ Universität zu sichern, setzte er Deutsch als Lehrsprache durch, was langwierige Überzeugungsarbeit bei seinen rumänischen und ukrainischen Landsleuten erforderte. Im Gemeinderat trat er für dreisprachige Straßentafeln ein. Den Plänen zum Okkupationsfeldzug in Bosnien und der Herzegowina stand er ablehnend gegenüber.

## Ehrungen

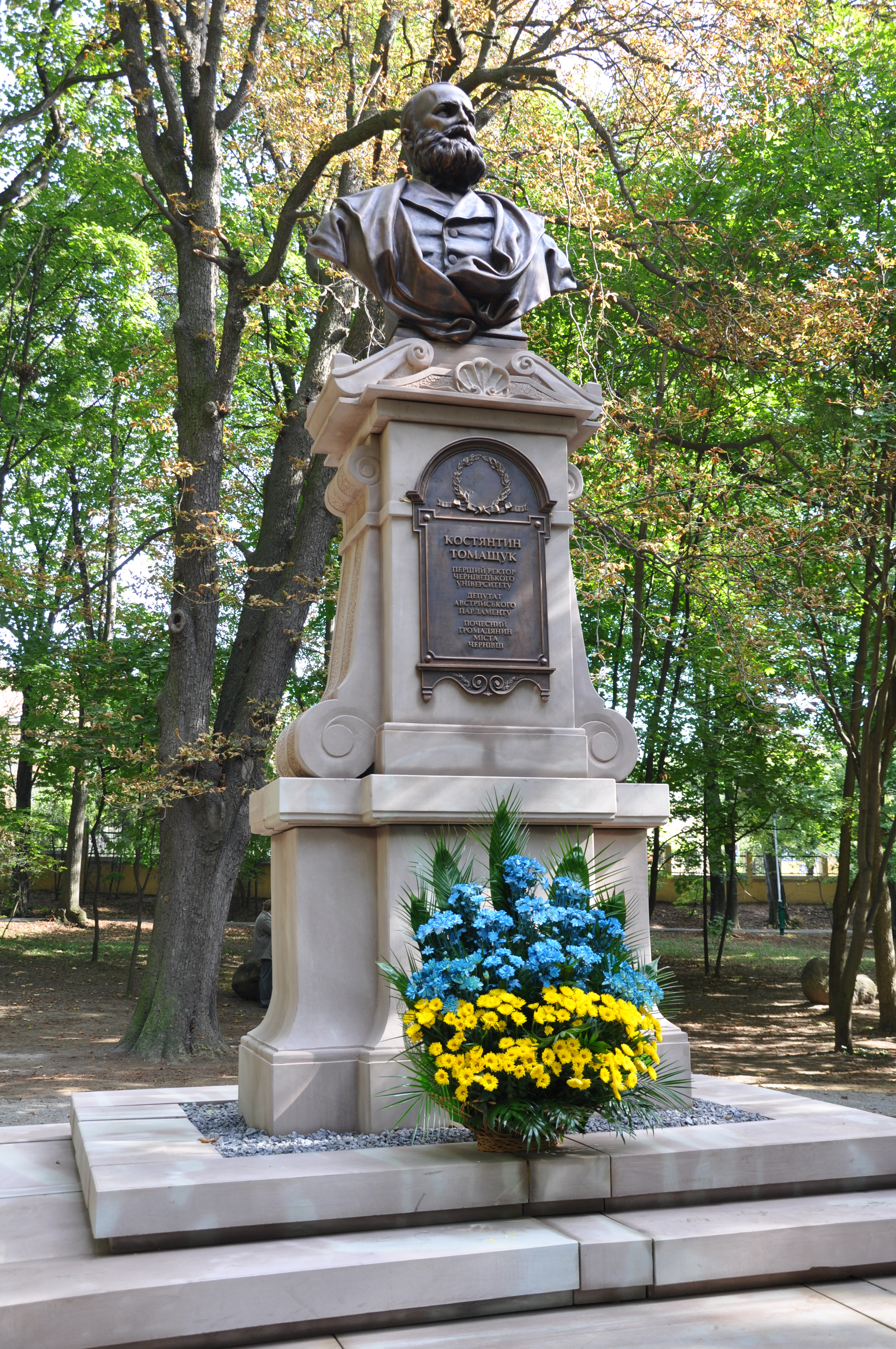
Restauriertes Tomaszczuk-Denkmal

Sein Denkmal im Czernowitzer Volksgarten verschwand in sowjetischer Zeit fast vollständig. Auch sein Ehrengrab in Wien wurde 1978 aus nicht mehr nachvollziehbaren Gründen eingeebnet; doch befindet sich ein Abguss des Grabsteins seit 1995 in der Halle der Czernowitzer Universität. Im selben Jahr wurde an seinem Sterbehaus im Klinikviertel Wiens, 9., Pelikangasse 10, eine Gedenktafel enthüllt. Sein Denkmal wurde 2015 im Czernowitzer Volksgarten am alten Platz wiedererrichtet und am 3. Oktober 2015 in Anwesenheit des aus Czernowitz stammenden Ministerpräsidenten Arsenij Jazeniuk enthüllt.
- Ehrenmitglied der  Wiener Landsmannschaft Bukowina
- Ehrenmitglied der Akademischen Lesehalle an der k. k. Franz-Josephs-Universität in Czernowitz
- Ehrenmitglied des Freien Deutschen Hochstifts
- Ehrenbürger von Czernowitz